# Attikos
Attikos – medioplatoński filozof z II wieku n.e. Ceniony szczególnie za interpretacje Platona i cytowany przez Plotyna, Proklosa i Euzebiusza z Cezarei. Był nauczycielem Harpokrationa. Z jego bogatej twórczości zachowały się jedynie fragmenty. Najsławniejszym dziełem (zachowane fragmenty cytowane są przez Euzebiusza z Cezarei) nosiło tytuł: Przeciw tym, którzy obiecują interpretować Platona za pomocą Arystotelesa. Bronił w nim nauki Platońskiej i atakował Arystotelesa. 